# Antonio Uliana
Antonio Uliana, né le 16 juillet 1931 à Carpesica (it) et mort le 10 août 2018 à Vittorio Veneto, est un coureur cycliste italien.

## Biographie
Professionnel de 1954 à 1961, il a gagné une étape du Tour d'Espagne en 1955 et une étape du Tour de Suisse en 1959 notamment.

## Palmarès
- 1952
  - 1re étape du Tour des Pouilles et Lucanie
- 1953
  - La Popolarissima
- 1954
  - Giro del Piave
- 1955
  - 10e étape du Tour d'Espagne
  - 1re étape du Tour des Pouilles et Lucanie
  - 4e du Tour de Lombardie
- 1956
  - 2eb étape du Tour d'Italie (contre-la-montre par équipes)
  - 5e étape du Tour d'Europe
- 1959
  - 4e étape du Tour de Suisse

## Résultats sur les grands tours

### Tour d'Italie
- 1956 : 30e, vainqueur de la 2eb étape (contre-la-montre par équipes)
- 1957 : 49e
- 1959 : 86e et dernier
- 1960 : 96e

### Tour d'Espagne
2 participations
- 1955 : 49e, vainqueur de la 10e étape
- 1960 : abandon